# Kermit Lynch
Pour les articles homonymes, voir Lynch.
Kermit Lynch, né en décembre 1941 à Bakersfield, Californie, est un importateur et marchand de vins américain, également copropriétaire d'un vignoble en France, écrivain, et musicien.

## Biographie
Après une enfance passée à San Luis Obispo, il fonde une entreprise nommée The Berkeley Bag qui produit des sacs et porte-monnaie, puis vend l'entreprise et part pour l'Europe à la découverte du monde du vin. De retour en Californie, il ouvre son magasin Kermit Lynch Wine Merchant à Albany en 1972, puis à Berkeley et se fait rapidement connaitre par ses importations de vins français et italiens. Il a aussi innové par son utilisation de conteneurs réfrigérés qui permettent aux vins européens d'arriver en bon état en Californie après le long voyage passant par les zones tropicales de Panama et du Mexique. 
Il s'est également fait connaitre par ses prises de position publiques. Il tente de s'opposer à la décision du Bureau of Alcohol, Tobacco and Firearms d'apposer sur les étiquettes des bouteilles de vin des messages d'avertissement sur les dangers d'une consommation d'alcool. Kermit Lynch souhaite pouvoir ajouter un message indiquant les avantages d'une consommation modérée de vin. Il finit par obtenir satisfaction. Appréciant les productions californiennes, il arrête pourtant de les commercialiser dans les années quatre-vingt pour se concentrer désormais sur les crus Français et Italiens. 
Au cours de sa carrière, il s'est lié d'amitié avec des personnalités influentes de la gastronomie californienne et française, comme la cheffe Alice Waters du restaurant Chez Panisse, l'écrivain culinaire Richard Olney, le viticulteur Aubert de Villaine (Romanée Conti), ou Lucien et Lulu Peyraud, les propriétaires et viticulteurs du Domaine Tempier à Bandol, ou encore l'écrivain Jim Harrison,,,.
Il reçoit à deux reprises le prix du Professionnel du vin de l'année (Wine Professional of the Year) de la Fondation James Beard, en 2000 et 2006,,. Il possède la moitié du Domaine Les Pallières en Gigondas, à côté de Châteauneuf-du-Pape, mais ne s'implique pas dans la culture ou la vinification et vit une partie de l'année en Provence, non loin de Bandol et du Domaine Tempier .
Il a écrit le livre Adventures on the Wine Route en 1988 qui reçut le prix Veuve Clicquot du livre sur le vin de l'année. En 2004, il publie Inspiring Thirst, une sélection de sa brochure mensuelle exprimant sa philosophie du vin.
Il reçoit la médaille de l'Ordre du Mérite Agricole de la République française en 1998, et celle de chevalier de la Légion d'honneur le 13 avril 2007 des mains du Consul général de France à San Francisco, pour son œuvre en faveur du vin et des vins de France. .
Musicien, il a également publié cinq disques de musique country et blues de 2005 à 2016.

## Livres
- 25th Anniversary Edition: Adventures on the Wine Route, éditions Farrar, Strauss, Giroux, New York, 2013, 288 pages.
- Inspiring Thirst, éditions Ten Speed Press, Berkeley, 2004, 420 pages.
- Mes aventures sur les routes du vin, éditions Jacques & Rivages, Paris, 1988, 332 pages.
- Adventures on the Wine Route, éditions North Point Press, New York, 1988, 271 pages.

## Disques
- Down In Heaven, février 2016, CD Baby, ASIN: B00SHW9SQK.
- Donuts & Coffee, octobre 2012, Mesa BlueMoon Recordings, ASIN: B009KX9FHC
- Kitty Fur, mars 2011, Dualtone Music Group, ASIN: B004LAVFXG.
- Man's Temptation, septembre 2009, Dualtone Records ASIN: B002JODUN4.
- Quicksand Blues, décembre 2005, Grey Cat, chansons de Kermit Lynch, avec Boz Scaggs, Ricky Fataar, ASIN: B000CS45BK.